# Фрицы

Советский плакат, 1942 г.

Фри́цы — фронтовое уничижительное прозвище немцев. Использовалось британскими солдатами во время Первой мировой войны. В СССР использовалось во время Великой Отечественной войны 1941—1945 гг.
Фриц (нем. Fritz) — характерное немецкое имя, может быть как полным, так и уменьшительным от имени Фридрих.
В похожем пренебрежительном ключе имя Фриц использовалось и в других армиях союзников по антигитлеровской коалиции. Реже, немецких солдат именовали также «гансами» — по другому широко распространённому немецкому имени, Ганс. Сами немцы аналогичным образом называли советских солдат «иванами», английских солдат называли «томми», а американцев называли «янки».

## Происхождение
Согласно одной из версий, прозвище Фриц первоначально было введено в обиход самими немцами. Легендарный Барбаросса, в честь которого получил название план нападения на Советский Союз, и автор этого плана Паулюс носили одно и то же имя: Фридрих. В среде штабных работников план «Барбаросса» стали называть уменьшительно: «Фриц». А потом это прозвище перекочевало через линию фронта, став уничижительным прозвищем солдат вермахта и немцев вообще.
Впрочем, это выражение иногда использовалось ещё во время Первой мировой войны. Например, в статье «Семь дней в „лохани“» (Журнал «Нива», № 4 за 1917 год) немцев помимо «гуннов» называют «фрицами»:

Как дрожат несчастные Фрицы, когда мы забираем их в плен. Они думают, что наш «тэнк» — мясорубка, что мы намереваемся приготовить из них сосиски. Мы с трудом объяснили им, что, чуть они сдались, они невредимы.

## Примеры употреблений
Согласно К. М. Симонову, это прозвище возникло и получило распространение в войсках осенью 1941 г.:

— До Вязьмы дольше, — сказал шофёр. — Хотя и близко, а идёт кругом, через Москву… Вязьма-то Смоленской области, а Смоленск у фрицев!

Синцов чуть не переспросил: «Что?». Слово «фрицы» он слышал в первый раз.

— Фашистов теперь так зовём — «фрицы», — заметив скользнувшее по лицу Синцова недоумение, с охотой объяснил шофёр. — Не слыхали там, в окружении?

— Не слыхали, — вместо Синцова отозвался Золотарёв.

— Значит, совсем оторвались от мира, — рассмеялся шофёр.
— Константин Симонов «Живые и мёртвые»

Постер фильма «Фрицы и блондинки»

Прозвище «фриц» для обозначения немецких солдат широко употреблялось в повседневном общении, в пропаганде и искусстве. Примерами такого использования может служить плакат Кукрыниксов, который имел стихотворную подпись (текст Д. Бедного):

Здесь, где окна все — бойницы,

Здесь, где смерть таят кусты,

Здесь, глотнув чужой землицы,

Одураченные «фрицы»

Превращаются в кресты.

Прозвище пережило породившую его войну и продолжало употребляться в его прежнем значении. Так, например, в песне Михаила Ножкина «Последний бой» есть строки:

Четвёртый год нам нет житья от этих фрицев,

Четвёртый год солёный пот и кровь рекой…

Бывший солдат вермахта и член партизанского отряда «Смерть фашизму», Герой Советского Союза Фриц Пауль Шменкель специально попросил партизан называть его «Иваном Ивановичем», поскольку не хотел, чтобы его имя ассоциировалось исключительно с прозвищем «фрицы»:

— Не надо меня больше называть Фрицем, командир.

— Почему? — удивился сержант.

— Я слышал, у вас называют фашистов фрицами. Я не хочу, чтобы меня так называли. Это старое немецкое имя, хорошее имя. Но не сейчас. Когда фашистов не станет, я снова буду Фриц.

— А как же тебя теперь называть прикажешь?

— Русские каждого немца зовут Фрицем. Немцы каждого русского называют Иваном. Вот и я буду Иваном, немецким Иваном.

[...]

Иваном, Ваней, Иваном Ивановичем будут называть Шменкеля все его боевые друзья, советские партизаны, некоторым из них его настоящее имя так и останется неизвестным.

## В наше время
В 2008 г. эстонский режиссёр Арбо Таммиксаар (эст. Arbo Tammiksaar) снял документальный фильм «Фрицы и блондинки» (эст. Fritsud ja blondiinid) — о прибалтийских актёрах, мужчинах и женщинах, воплощавших в советском кинематографе образы разного рода западноевропейцев, германцев, нацистов.
В американской армии современные защитные шлемы PASGT имеют прозвище «фрицевские шлемы» (англ. fritz helmet), так как они очень характерно повторяют форму немецких касок Stahlhelm M35, которые были признаны лучшими защитными шлемами для военнослужащих времён Второй мировой войны.